# Казинец, Исай Павлович
Исай Павлович (Пинхусович) Казинец (9 апреля 1910, Геническ, Российская империя — 7 мая 1942, Минск) — белорусский инженер еврейского происхождения, во время оккупации Минска нацистской Германией в 1941 году возглавил городское подполье. Был арестован 26 марта и казнён 7 мая 1942 года. Герой Советского Союза (1965).

## Биография
Казинец Исай Павлович (Пинхусович) родился в 1910 году в городе Геническе Херсонской области в семье рабочего. Отец погиб на Гражданской войне в 1918 году, после чего Исай до 1922 года жил в детском доме.
В 1922 году Исай переехал в Батуми, а в 1936 году окончил Киевский нефтяной институт. Затем служил в армии с 1936 по 1937 годы.
Работал в городах Калинине и Горьком. Вступил в члены ВКП(б) в 1938 году. С 1939 года — главный инженер предприятия «Нефтесбыт» в Белостоке.
С началом войны вместе с отступающими частями Красной армии ушёл из Белостока и добрался до Минска. Остался в городе на подпольной работе и был избран секретарём Минского подпольного городского комитета партии в ноябре 1941 года. Подпольный псевдоним — «Славка» в память о погибшем друге Вячеславе Юригине. Работал в связке с известными подпольщиками Гиршем Смоляром и Михаилом Гебелевым.
Под руководством Казинца в Минске была создана сеть подпольных групп, проведено более ста диверсионных акций.
В марте 1942 года немецкие службы безопасности сумели арестовать некоторых руководителей подполья, захватить списки и документы организации. Один из арестованных выдал Казинца. Исай Павлович во время ареста 26 марта оказал вооружённое сопротивление. Отстреливаясь, он ранил и убил нескольких сотрудников СД, но был схвачен. 7 мая 1942 года он был повешен в Минске в городском сквере в числе 28 участников подполья.
Через 23 года Указом Президиума Верховного Совета СССР от 8 мая 1965 года ему посмертно было присвоено звание Героя Советского Союза.

## Награды и звания
- Героя Советского Союза (1965), посмертно
- Орден Ленина

## Память
- Именем Казинца названы площадь и улица в городе Минске.
- Одна из улиц района Барцхана в Батуми носит имя Казинца.
- В здании Минского горкома Коммунистической партии Белоруссии была установлена мемориальная доска, на месте казни в Центральном сквере в Минске — мемориальный знак. Мемориальная доска установлена на доме № 1 по улице, носящей его имя.
- В экспозиции Белорусского государственного музея истории Великой Отечественной войны представлен фотопортрет Героя, в фондах хранятся фотографии, воспоминания о И. П. Казинце его близких и соратников, бюст скульптора В. И. Ананько[5].
- Писатель Иван Новиков посвятил Исаю Казинцу и его соратникам по подполью первую часть трилогии «Минский фронт» — «Руины стреляют в упор», а режиссёр Виталий Четвериков снял в 1970-х годах на киностудии «Беларусьфильм» 6-серийный телевизионный сериал «Руины стреляют...».
- Мурал, посвящённый И. П. Казинцу, на здании № 120 по улице Казинца (Октябрьский район) в Минске (2025).